# Номани, Хамдулла
Хамдулла Номани — афганский политик, мэр Кабула с 24 августа 2021 года. Также занимал эту должность в период Первого Исламского Эмирата.

## Биография
Родился в деревне Сипаяу района Андар провинции Газни. Был министром высшего образования и членом Верховного совета талибов. 24 августа 2021 года стал мэром Кабула, заменив Мохаммада Дауда Султанзоя.

## Отношение к правам женщин
В сентябре 2021 года приказал работавшим ранее в администрации Кабула женщинам оставаться дома.